# كابروني فيتزولا إف.5
كابروني فيتزولا إف.5 (بالإنجليزية: Caproni Vizzola F.5)‏ هي طائرةٌ إيطاليَّة، صنعتها شركة كابروني للطائرات، وكان أول تحليقٍ لها في 19 فبراير 1939.